# NGC 5207
NGC 5207 је спирална галаксија у сазвежђу Девица која се налази на NGC листи објеката дубоког неба.
Деклинација објекта је + 13° 53' 29" а ректасцензија 13h 32m 13,9s. Привидна величина (магнитуда) објекта NGC 5207 износи 13,6 а фотографска магнитуда 14,4. Налази се на удаљености од 108,187 милиона парсека од Сунца. NGC 5207 је још познат и под ознакама UGC 8518, MCG 2-35-1, CGCG 73-18, PGC 47612.